# 田野辺実鈴
田野辺 実鈴（たのべ みすず、1983年2月6日 - ）は、ライトハウス所属のフリーアナウンサー。元東京メトロポリタンテレビジョン（TOKYO MX）編成局報道制作部所属アナウンサー。

## 人物
神奈川県横浜市出身。法政大学女子高等学校、法政大学法学部法律学科卒業。2005年にTOKYO MX入社。
身長158センチ、血液型A型。趣味はテニスとエレクトーン演奏。特技はバトントワリング。
TOKYO MX時代に出演していた『5時に夢中!』では、共演者の岩井志麻子・中瀬ゆかり・中村うさぎらから「みーたん」、北斗晶からは「みーちゃん」という愛称で呼ばれていた。
好きな男性のタイプは松岡修造。ファッション雑誌『sweet』の愛読者。
2010年6月17日発売の週刊新潮において、同月20日にタレントの徳光正行と結婚すると報道があり週刊新潮の記事を受け、TOKYO MXアナウンサーズルームのホームページ内の自らのブログでも、6月17日に結婚の報告を行った。
2011年3月11日の東日本大震災発生時、東京MXテレビの報道フロアにいた事から地震の初動対応に当たった。
2011年10月末で東京メトロポリタンテレビジョンを退職。
2012年4月よりフリーで活動を開始、同時に「徳光」姓を名乗るようになる。BS11『本格報道 INsideOUT』の毎週木曜日のキャスターを担当。
2015年2月3日 自身のブログにて徳光正行と年明けに離婚しており、今後は旧姓の「田野辺」を名乗ることを報告した。
2023年4月17日、自身のSNSにて生後8か月の自らの男児の姿を伝えた。所属していたTBSスパークルのマネジメント業務終了に伴い2025年4月からライトハウスに移籍した。

## 主な出演番組
- TOKYOモーニングサプリ（木・金曜日担当）
- 5時に夢中!（2009年7月27日 - 2010年3月31日 、アシスタント。月〜木曜担当）
- TOKYO MX NEWS
- 東京ITニュース（「TOKYO MX NEWS」内で放送されている特集企画）
- INsideOUT（BS11、木曜キャスター、2012年4月5日 - 2014年3月27日）
- アッパレやってまーす!（MBSラジオ、月曜パーソナリティ、2015年3月31日 - 2016年3月22日）
- ウィークリーニュースONZE（BS11、キャスター、2014年4月 - 2016年3月27日）
- L4you!プラス（テレビ東京、水曜リポーター、2013年10月 - 2016年4月1日）
- シャキット!（千葉テレビ放送、MC、2014年3月 - 2019年9月 ）